# Cerkev sv. Petra, München
Župnijska cerkev svetega Petra, katere stolp se imenuje Alter Peter (Stari Peter) in je ena od münchenskih znamenitosti, je najstarejša omenjena župnijska cerkev v Münchnu v Nemčiji.

## Lega
Sveti Peter (na Petersplatz št. 1) stoji na Petersberglu (Petrovem hribu), edini pomembni vzpetini v starem mestnem jedru Münchna. Pod Petersberglom v severozahodni smeri je Marijin trg, v jugovzhodni smeri Viktualienmarkt, v jugozahodni smeri Rindermarkt.

## Zgodovina

### Romanska predhodnica
Na Petersbergu je bila prvotno triladijska romanska bazilika z dvema integriranima zahodnima stolpoma. Ali je bila ta cerkev tudi prva zgradba na tem mestu, pa ni mogoče dokazati. Prvič se omenja v dokumentu iz leta 1225 ali 1226 ob obisku vojvode Ludwiga Kelhema kot ecclesia sancti Petri Muonichen. 
Štirikotni prostor, ki je pod severnim delom kora, imenovan "stara soba", je bil datiran v čas pred ustanovitvijo Münchna. Po nedavnem odkritju pa naj bi bil ostanek zgrajen okoli 1158 kot vojna carinska postaja. 

### Gradnja gotske cerkve
Od leta 1278 je romansko nadomestila bolj razkošna gotska bazilika. Večja cerkev ne bi bila potrebna, saj se je župnija svetega Petra skrčila na južno polovico mesta, ko je bila 24. novembra 1271 iz Marijine kapele ustanovljena druga münchenska župnija. Namesto tega je nova stavba, ki jo je 17. maja 1294 posvetil škof Emicho von Freising, preprečila morebitno izgubo pomena. Triladijska cerkev, ki ni imela stranskih kapel, je bila zgrajena z zunanjimi oporniki. 
14. februarja 1327 je skoraj tretjina Münchna postala žrtev požara. Vzhodni kor svetega Petra je zgorel do zunanjega zidu, ladja je bila rešena, stolpi so zgoreli. Verjetno je bil na koncu ladje potegnjen zid, da bi nadaljevali z mašami. V času obnove so cerkev podaljšali za dve obočni poli. Stene ladje so se premaknile navzven, tako da so med vgrajenimi zunanjimi oporniki lahko umestili stranske kapele. Te so večinoma podarili patriciji, imele so svoje duhovnike in služile so družini darovalca kot grobnice . 1365 ali 1368 je novi gotski visoki kor posvetil freisinški knezoškof Paul. 1378/79 je dobila še dva gotska obokana stropa. Od leta 1379 do 1386 je bil preoblikovan westwerk, namerno odcepljen od gotskega dvostolpnega sistema. Oba zgorela stolpa sta bila odrezana in med obema ostankoma postavljen en stolp, ki je danes priljubljena razgledna točka z odprto, razgledno ploščadjo, dostopno po stopnicah. Okoli leta 1407 sta bili na zahodnem portalu predvideni dve zgornji stopnišči.
V 15. stoletju (1487) so poleg svetega Petra pričali tudi o pokopališču (gotcacker) in ubožnici – daz pruderhaws sant Peters revni läwtten .

### Visokobaročna pretvorba in razširitev
Novo krono stolpa (z odprtim tempiettom, verjetno po načrtih Heinricha Schöna starejšega) je prejel »Stari Peter«, potem ko je strela 24. julija 1607 uničila dve koničasti čeladi westwerka .
Da bi olajšali pomanjkanje prostora, je bilo pred tridesetletno vojno odločeno, da se razširi na vzhod, ki je verjetno načrt Isaaca Baderja. leta 1630 je začel rušenje gotskega vzhodnega kora, da bi omogočil podaljšanje baročnega triškoljčnega kora . Zaradi pretresov vojne so to lahko obokali leta 1636. Nato je začel prenovo ladje Hans Heiße, ki je bila dokončana leta 1654 (obloga prejšnjih osmerokotnih stebrov, novo obokanje, postavitev orgelske empore, nameščanje oratorija čez stranke ladje, stranski portali namesto gotskega zahodnega portala.

### Poznobaročno preoblikovanje
V 18. stoletju se je kor z visokim oltarjem (iz leta 1730) in kasneje ladjo (1752-1756) preoblikoval v poznobaročnem slogu. Nikolaus Gottfried Stuber je zasnoval nov glavni oltar, ki ga je navdihnila Berninijeva Catedra Petri v rimski baziliki svetega Petra in ga realiziral z Egidom Quirinom Asamom . Kor je na novo obokal Ignaz Anton Gunetzrhainer. Johann Baptist Zimmermann je prevzel umetniško štukaturo, Nicholas Gottfried Stuber pa poslikavo kora. V ladji pa prihajajo od Zimmermanna tako štukature kot tudi freske v okroglih zaobljenih zastekljenih oknih in na stropu, ki prikazujejo prizore iz življenja apostola Petra.

### Restavriranje v 19. in zgodnjem 20. stoletju
V 19. in začetku 20. stoletja so bile tri obnove:
- Zelena obnova leta 1844: odkritje poznogotskega Schrenckovega oltarja, edinega preživelega gotskega oltarja iz peščenjaka v Münchnu.
- Rumena obnova leta 1882
- Siva obnova 1911/1912

### Uničenje md vojno in obnova
V letih 1944/1945 je bila cerkev svetega Petra v veliki meri uničena. Še posebej, ko sta ga neposredno zadeli dve bombi med zračnim napadom 25. februarja 1945 na področju oltarja Corpus Christi: v bistvu so ostali samo zgorel stolp in zunanje stene visokega kora. Rekonstrukcija se je zdela nemogoča. Urad nadškofovega Ordinariata in Državni urad za ohranjanje sta najprej - zaradi finančnih razlogov - potrdila samo kor in znameniti stolp. Po drugi svetovni vojni je bila ruševina cerkve že predvidena za rušenje, luknje so bile že izvrtane. Na pobudo župnika svetega Petra, Maxa Stritterja (1937-1949) in Maxa Zistla (1949-1983), je Michael kardinal Faulhaber rešil cerkev. Obnova se je začela leta 1946. Z velikodušnostjo meščanov Münchna vseh ver in političnih stališč, je bil leta 1950 ustanovljen »Klub za rekonstrukcijo svetega Petra«, prihajala pa je tudi finančna podpora iz celega sveta. 8. septembra 1951 je bil postavljen križ na zvonik in s tem slovesno dokončanje obnove in 28. oktobra nameščena spominska plošča v prostoru stolpa. Tri leta kasneje, 27. junija 1954, je lahko kardinal Wendel posvetil glavni oltar. V tem času je bila dokončana rekonstrukcija najstarejše münchenske cerkve v njeni zunanji obliki.
Obnova notranjosti, po zaslugi posebej Rudolfa Estererja in Erwina Schleicha, je bila končana šele z obnovo stropnih fresk v ladji freskanta Hermenegilda Peikerja leta 2000.
- Cerkev svetega Petra leta 1945

## Arhitektura

### Zunanjost
Peterskirche je triladijska bazilika, ob obeh stranskih ladjah so kapele vrinjene med zunanje še gotske opornike. V pritličju je sakralna stavba osvetljena s krožno obokanimi okni, v stranskih ladjah in visokih stenah z okroglimi okni. Medtem ko so vse stene in stolp ometane, je mogočna triškoljčni kor zidana konstrukcija. Tudi tukaj so krožno obokana in okrogla okna. V obeh vzhodnih vogalih školjk se dvigne okrogel stopniščni stolp z laško kapuco. Osrednja školjka obdaja enonadstropno zakristijo. Stolp z 92 m skupne višine obdajat dva zgodnjegotska stolpna štrclja iz prvotne dvostolpne gotske fasade. Osrednji portal stolpa spremljata dva poligonalna vogalna stolpiča. Friz oboka in nazobčan del krasijo fasado stolpa. Stolpna ura svetega Petra se prvič omenja v pisni obliki leta 1371. Nad nadstropjem z zvonovi s koničasto obokanimi zvočnimi okni, je galerija na višini 57 metrov. Galerija obkroži nekdanjo stolpno sobo za nadzornika ognja mesta München, ki je tu služil do leta 1936.

### Notranjost
Med gotskimi stolpi je obokan predprostor, nad katerim se dviguje dvojna galerija. Obok galerije je visok 8,70 m. Triladijska bazilika je razdeljena na devet obočnih pol. 22 m visoka in 9,22 m široka osrednja ladja je razdeljena s pilastri v dveh nadstropjih. Pritličje se odpre z arkadami z interkolumnijem 4 m. Nad kolenastimi, vzdolžnimi zidci je nadstropje s slepimi arkadami in okroglimi okni. Rekonstruirana je bila lesena konstrukcija banjastega oboka, ki je od leta 2000 ponovno okrašena s stropom, ki je iluzionistično poslikan.
Stranski ladji sta križno obokani na višini 9 m in sta bili v letih od 1996 do 1997 opremljeni rokokojsko namesto s preprostejšim profilom iz let 1953/1954. V prvi in osmi obočni poli širine 5,45 m stranski vhodi vodijo v notranjost cerkve. Stropne freske dvanajstih kapelic, uničenih v drugi svetovni vojni (različne globine 2,20-2,35 m, dolžine približno 4 m), še niso bile obnovljene. Dva hodnika vodita do stranskih oltarjev na vzhodnih čelnih straneh. Kvadratni kor se nadaljuje po širini osrednje ladje in se dviguje po stopnicah. Na strani so zakristija in zakladnica, pa tudi oratoriji, katerih stropne freske, uničene v drugi svetovni vojni (Padec Simona Maga, Peter zdravi hromega) iz let 1730/1731 še niso bile obnovljene. Freska, ki je bila uničeno leta 1944, je bilo ponovno ustvarjeno leta 1985. V osvetljeni apsidi stoji veličasten glavni oltar.

## Umetniška dela in oprema

### Glavni oltar
Med najpomembnejšimi umetninami svetega Petra je baročni glavni oltar, ki so ga ustvarili v letih 1730-1734 Nikolaus Gottfried Stuber, Johann Georg Greiff in Egid Quirin Asam.
Središče osrednje skupine likov je poznogotska figura svetega Petra, ki jo je v interpretaciji Svetega pisma ustvaril Erasmus Grasser. Pri njegovih nogah so štirje cerkveni očetje [13], dva zahodna in dva orientalska, Ambrož in Avguštin (spredaj - "zahodno"), Atanazij in Janez Zlatousti (za - "vzhodno") delo Egida Quirina Asama (1732/33), s pogledi usmerjenimi k Petru; v svojih rokah imajo zaprte knjige. Tiara (trojna krona) Petrovega lika je baročni dodatek münchenskega zlatarja Johanna Michaela Ernsta (1732). Lahko se odstrani. Tradicionalno se to dogaja v času sedisvakanca. Na dan odprtja novoizvoljenega papeža se tiaro vrne nazaj. Petrova figura je bila predmet posebnega čaščenja in je edini element iz starega gotskega oltarja.
Veličasten rokoko tabernakelj je delo münchenskega zlatarja Josepha Friedricha I. Canclerja (1749/50) s poznejšimi deli Petra Streissela (1785/86); dva angela Francisa Schwanthalerja sta bila dodana leta 1804. Dve rimski bleščeči zlati kartuši na obeh straneh oltarja s svojimi pokalom podobnimi tiarami, ključi, vesli, ribiško mrežico in delfini ter dvema donatorskima rokama bavarskega volilnega kneza Karla Albrechta in avstrijske žene Marie Amalie sta stvaritev münchenskega baročnega kiparja Johanna Georga Greiffa. S sodelovanjem najpomembnejših umetnikov tega časa je nastala ena največjih oltarnih slik bavarskega baroka.

### Drugo
- Življenje apostola Petra. Stropne freske z ikonografskimi motivi (Johann Baptist Zimmermann, 1753-1756); Rekonstrukcija Hermenegild Peiker, 1999-2000.
- Apostoli Andrej in Pavel (Andreas Faistenberger, ok. 1710), vsi drugi (Joseph Prötzner, ok. 1753/55) (ladijski stebri)
- Jožef in Joakim in Janez Krstnik, slika na oltarju svete Ane (Joachim von Sandrart, 1647)
- sveta Katarina Aleksandrijska in sveta Marjeta Antiohijska, rokoko figure na oltarju svetega Eligija (Ignaz Günther, ok. 1765) (kapelica severnega stolpa)
- Oltar svetega Martina (tako imenovani "Schrenckov oltar") (okoli 1400) (severna stran prve stranske kapele / Schrenck-Kapelle)
- Šest panelov gotskega glavnega oltarja (Jan Polack, 1492-1495) v prezbiteriju, na severni in južni steni;

še trije so stalno posojene v Bavarskem narodnem muzeju, dva sta v Nemškem narodnem muzeju v Nürnbergu, eden manjka.
- Pötschnerjev oltar, poznogotski triptih Trije kralji (neznan, 1477) (severna stran 1. stranska kapela, zahodna stena)
- Epitap Balthasarja Pötschnerja (patricija) (krog Haldnerja, 1505, rdeči marmor)
- epitaf Aresingerja (Erasmus Grasser, 1482) (levo proti. Vhod v severno stolpno kapelo
- Mariahilf-Gnadenbild (Johann Carl Loth, 1653), okvir po načrtu Johna Bapt. Straubi srebra in pozlačenega bakra (Joseph Friedrich I. Chancellor, 1775/78) (južna stran 1. oltar)
- Pestbild, poznogotska oltarna slika (Jan Polack, 1517) (južna stran 6. Stranska kapela, zahodna stena)
- Rezbarjena Gora Oljka, Kristusova figura (Franz Jakob Schwanthaler, 1795), figure učencev (Joseph Otto Entres, 1846) (Severna stolpnica)
- Krstilnik iz rdečega marmorja (Hans Krumpper, 1620), izrezljani pokrov z Janezom Krstnikom (Joseph Prötzner, 1753) (krstilnica)
- Skupina z oznanjenjem, baročna rezbarska skupina, postavljena v srebru (delavnica Ignaza Güntherja, 1. polovica 18. stoletja) (južna stran, desno od oltarja Mariahilf)
- Rokoko prižnica (Joseph Prötzner, ok. 1753/55) (južna stran ladje 4. steber)

- Sveta Valburga (severna stran, Munditiakapelle)
- Pötschnerjev oltar
- Stropna freska v oltarnem prostoru

### Orgle
Glavne orgle so iz leta 2003. Zgradil jih je Klais iz Bonna. Imajo 58 registrov na 4 manualih in pedale, mehansko predvajanje in električne registre. Igralni pult je postavljena tudi za povezavo s kornimi orglami. Razporeditev celotnega sistema je bila razvita v sodelovanju s strokovnjakom za orgle prof. Karlom Maureenom in organistom dr. Berndtom Jägerjem.

## Stolp in razgledna ploščad
Do vrha stolpa je "Stari Peter" visok 91 metrov. Razgledna ploščad je zunaj prostora stražarske sobe (ki ga je do 1. novembra 1901 zasedala gasilska postaja) na 56 metrih nad tlemi, doseže pa ga lahko preko 306 stopnic mimo zvonika. Pogled ob jasnem vremenu seže do 100 kilometrov daleč. Ploščad je dostopna celo leto.

## Zvonovi
V stolpu cerkve sv. Petra visi osem zvonov, vključno s štirimi zgodovinskimi. Najstarejši in hkrati najmanjši zvon je Provisurglocke (tudi revni zvonec grešnikov). Prihaja iz časa po mestnem požaru leta 1327 in je z njim duhovnik klical na umiranje ali usmrtitve na Marienplatzu. Danes visi za oknom v kleti starega stolpa. Ni del sedem glasnega zvonjenja.

## Liturgija
V sv. Petru, po drugem vatikanskem koncilu, ni bil postavljen noben nacionalni oltar, še vedno se daruje maša na glavnem oltarju ad orientem ali versus Deum. V tem času so duhovniki med liturgičnimi slovesnostmi uporabljali mašne plašče v rimski obliki. V vseh nedeljah in praznikih se župnijska služba opravlja kot latinski urad.

## Bratovščine
Sveti Peter ima tri bratovščine: nadškofijo Corporis Christi, bratovščino Marije pomoči in bratovščino svetega Izidorja in Notburga:
- Nadškofija Corporis Christi, zgrajena leta 1609, na poseben način ohranja čaščenje oltarskega zakramenta. Glavni praznik je 6. januarja. [24]
- Bratovščina Marije pomoči, zgrajena leta 1684, še posebej ohranja Marijine spominske in praznične dneve. Glavni praznik je v nedeljo po Marijinem rojstvu.
- Bratovščina svetega Izidorja in Notburga, ustanovljena leta 1426, za tolažbo revnih duš. Cerkev bratovščine je cerkev Vseh svetih na križu. Glavni praznik je v nedeljo po prazniku Božjega krstnega praznika in se praznuje v svetem Petru.